# Guchen
Guchen (okzitanisch: Gushen) ist eine französische Gemeinde mit 313 Einwohnern (Stand: 1. Januar 2022) im Département Hautes-Pyrénées in der Region Okzitanien (bis 2015 Midi-Pyrénées). Sie gehört zum Arrondissement Bagnères-de-Bigorre und zum Gemeindeverband Aure Louron. Die Bewohner werden Guchenois genannt.

## Geografie
Die Gemeinde Guchen liegt im Südosten der Landschaft Bigorre in den Pyrenäen, 35 Kilometer südlich von Lannemezan und etwa 17 Kilometer nördlich der Grenze zu Spanien. Das 5,69 km² große zum Nationalpark Pyrenäen gehörende Gemeindegebiet erstreckt sich vom Boden eines bis zu 1000 m breiten Talkessels der Neste d’Aure auf 750 m über dem Meer bis zu den südlich und westlich gelegenen Hochgebirgsmassiven mit Höhenlagen von über 1500 m. Der von Südwesten kommende Gebirgsbach Lavedan wird von bewaldeten Berghängen flankiert und mündet in Guchen in die Neste d’Aure.
Eine der höchsten Erhebungen im Gemeindegebiet von Guchen ist der Peyre Nègre (1515 m). Im Süden reicht das Gemeindeareal bis an die Nordwestflanke der Crête de Grascouéou (1614 m). Hier und im Westen der Gemeinde am Südosthang des Arbizon-Massivs wird die Baumgrenze überschritten. Begrenzt wird Guchen von den Nachbargemeinden Ancizan im Norden, Grézian im Nordosten, Bazus-Aure im Osten, Guchan im Südosten, Vielle-Aure im Süden sowie Aulon im Westen.

## Ortsname
Im 12. Jahrhundert trat zum ersten Mal der Ortsname Fort Dat Gisen auf. Es folgten die Namen und Schreibweisen Per de Gussen (1180) und  Sole de Guxen (um 1300) sowie die lateinischen Namen de Guxenio und de Guxennio. Der Ortsname ist wahrscheinlich vom aquitanischen Personennamen Guish abgeleitet. Seit 1793 heißt die Gemeinde Guchen – mit einer kurzzeitigen Schreibweise Guehen im Jahr 1801.

## Bevölkerungsentwicklung
| Jahr      | 1962 | 1968 | 1975 | 1982 | 1990 | 1999 | 2006 | 2013 | 2021 |
| --------- | ---- | ---- | ---- | ---- | ---- | ---- | ---- | ---- | ---- |
| Einwohner | 267  | 280  | 256  | 300  | 335  | 368  | 357  | 363  | 325  |

Im Jahr 1836 wurde mit 685 Bewohnern die bisher höchste Einwohnerzahl ermittelt. Die Zahlen basieren auf den Daten von cassini.ehess und INSEE.

## Sehenswürdigkeiten
- Pfarrkirche Saint-Brice-Sainte-Catherine mit Ursprung im 14. Jahrhundert, Monument historique[5]
- Kapelle Notre-Dame-du-Bouchet aus dem 17. Jahrhundert, Monument historique[6]
- Château Rolland, erbaut zwischen 1891 und 1904, Monument historique[7]
- Maison du Procureur, ehemaliges Gerichtsgebäude, errichtet Ende des 16. Jahrhunderts, Monument historique[8]
- Oratorium Saint-Jean-Baptiste
- Ehemaliges Lavoir (Waschhaus)
- Brunnen
- Wegkreuze
- Gefallenendenkmal

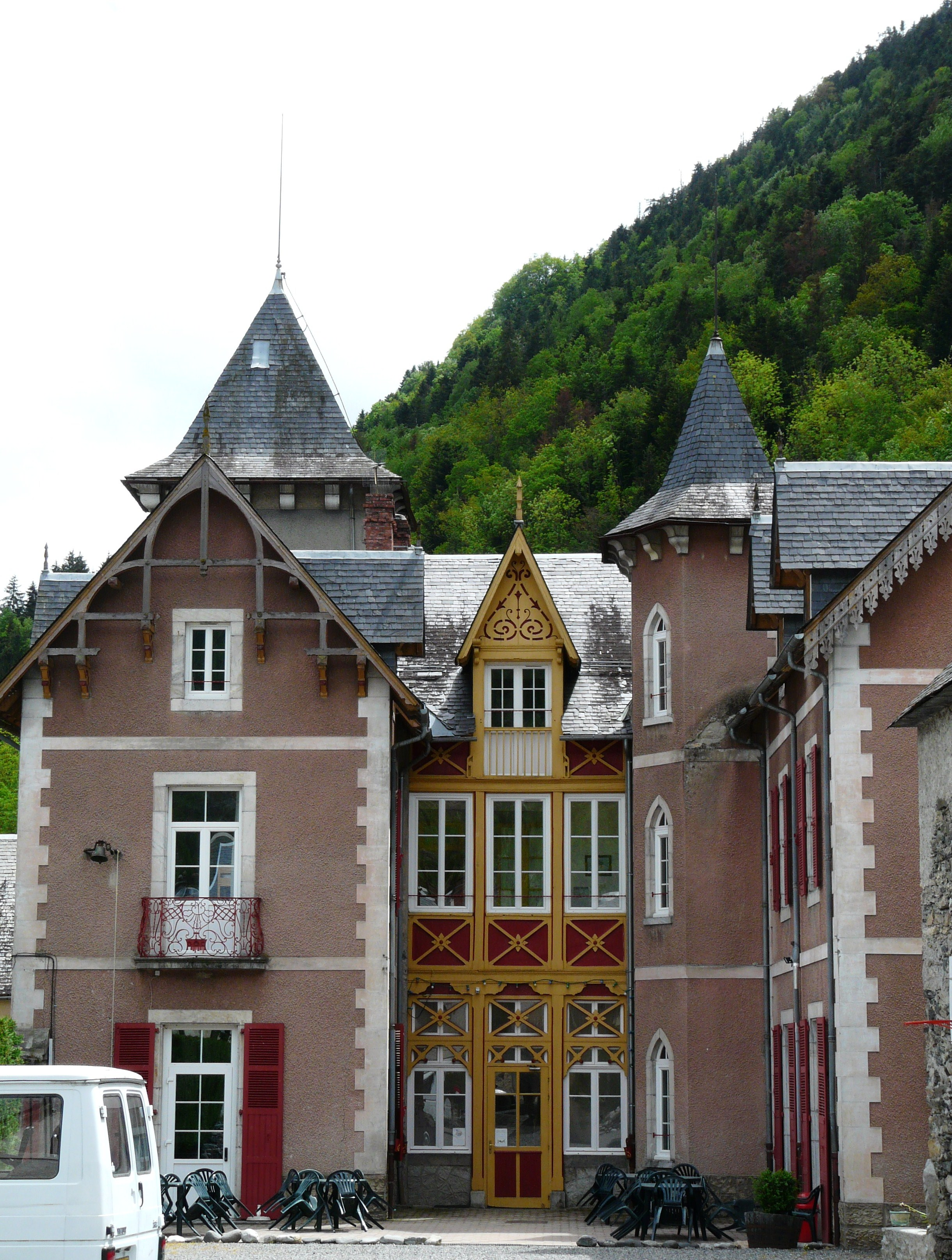
Château Rolland
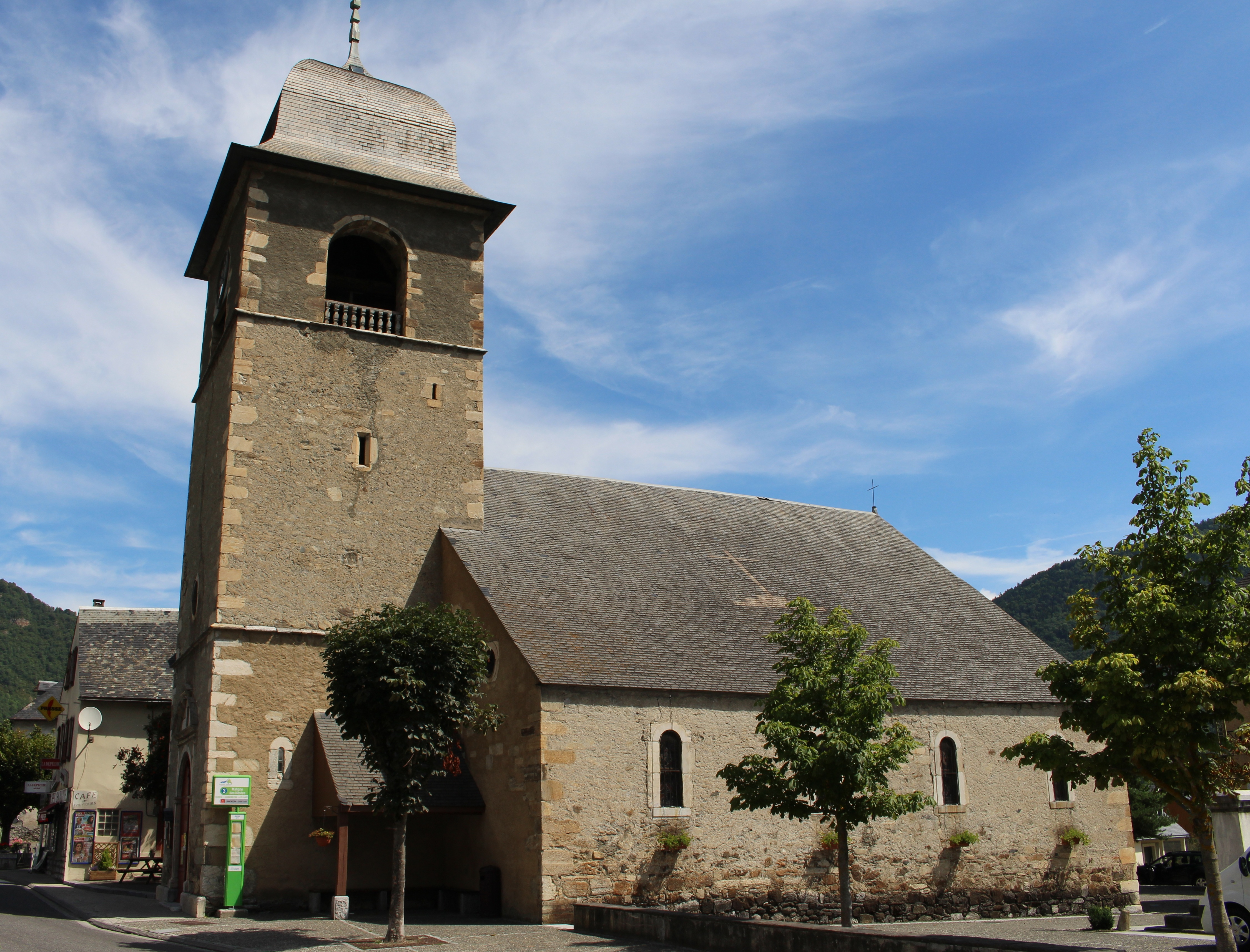
Kirche Saint-Brice-Sainte-Catherine
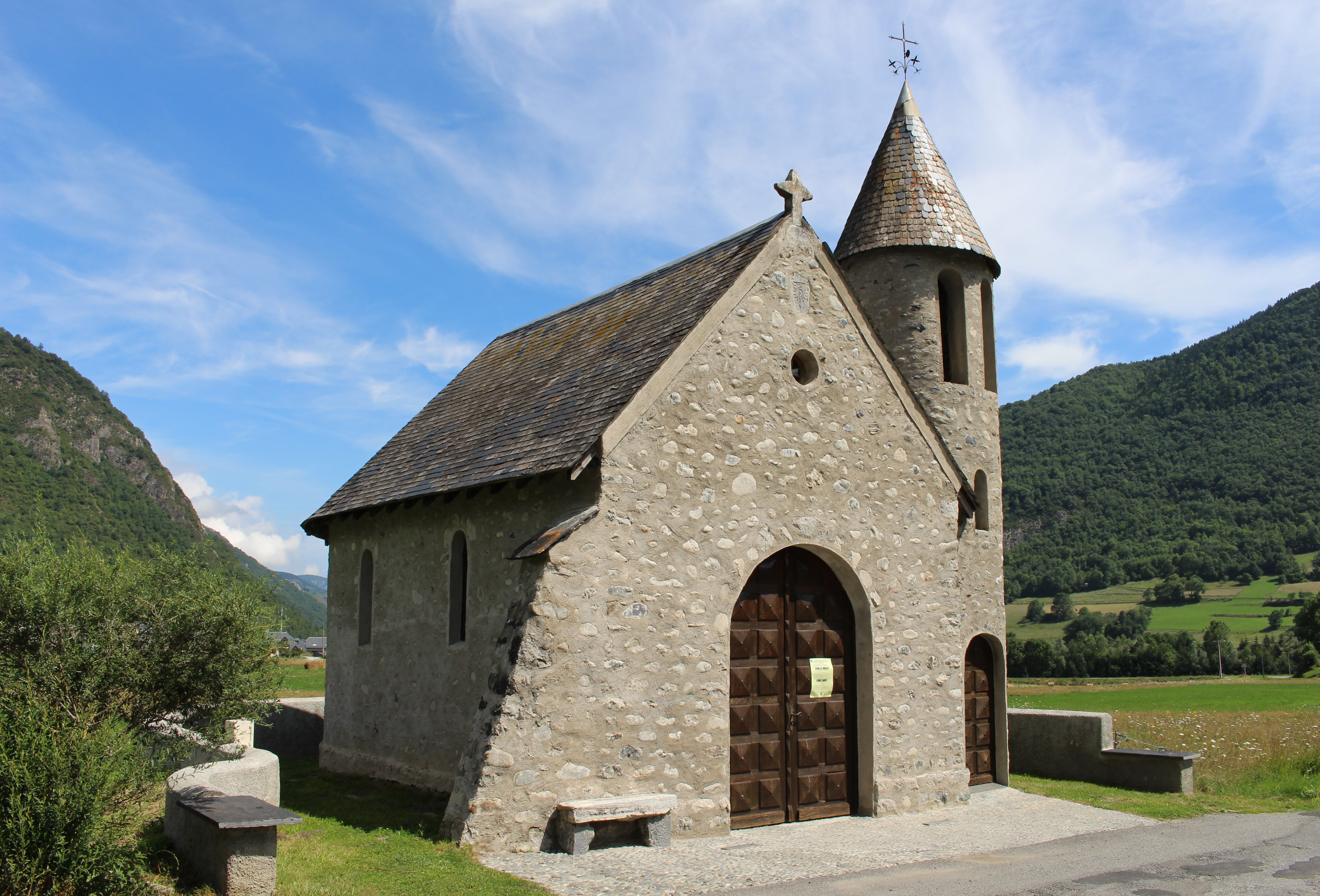
Kapelle Notre-Dame im Ortsteil Bouchet
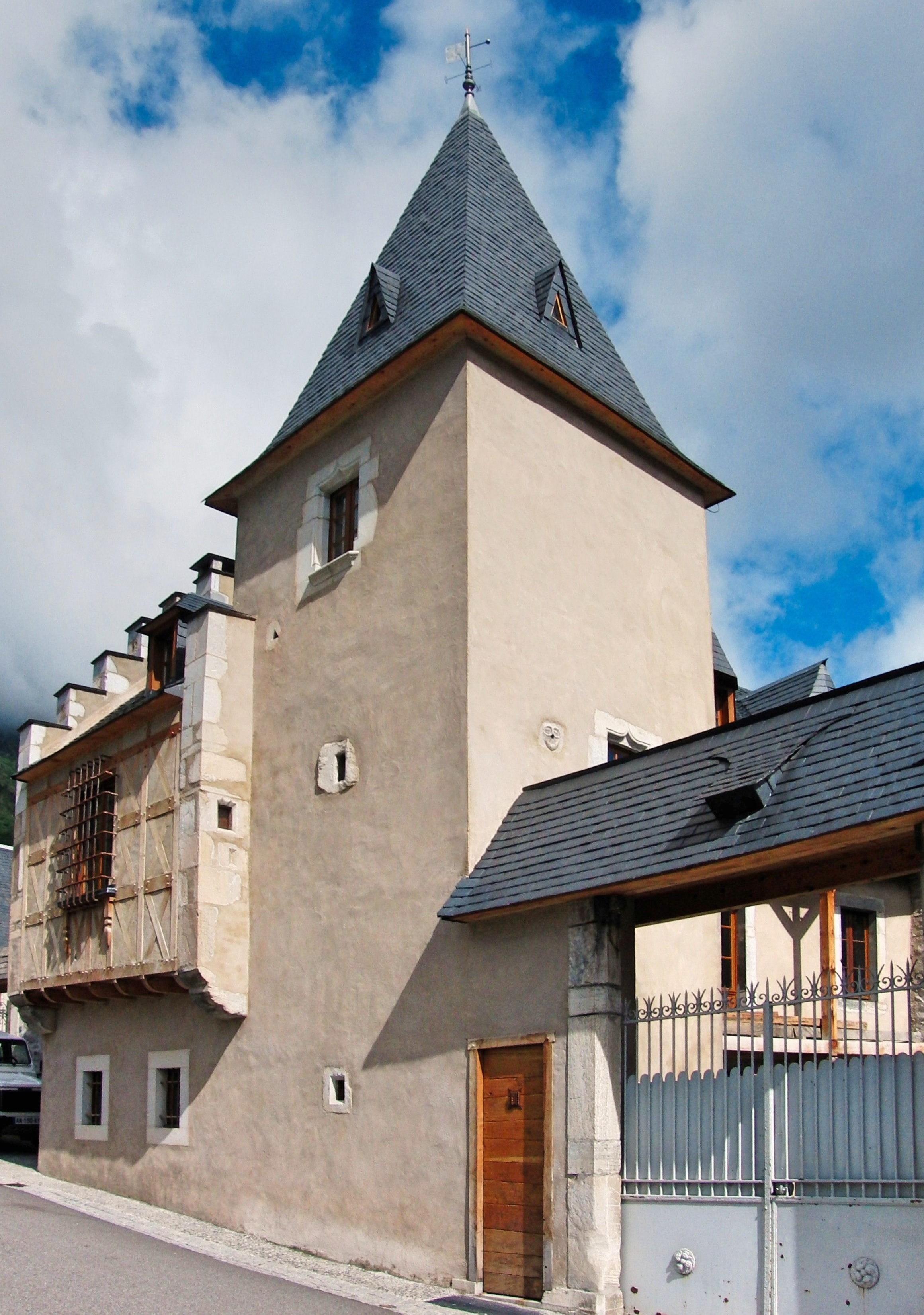
Maison du Procureur
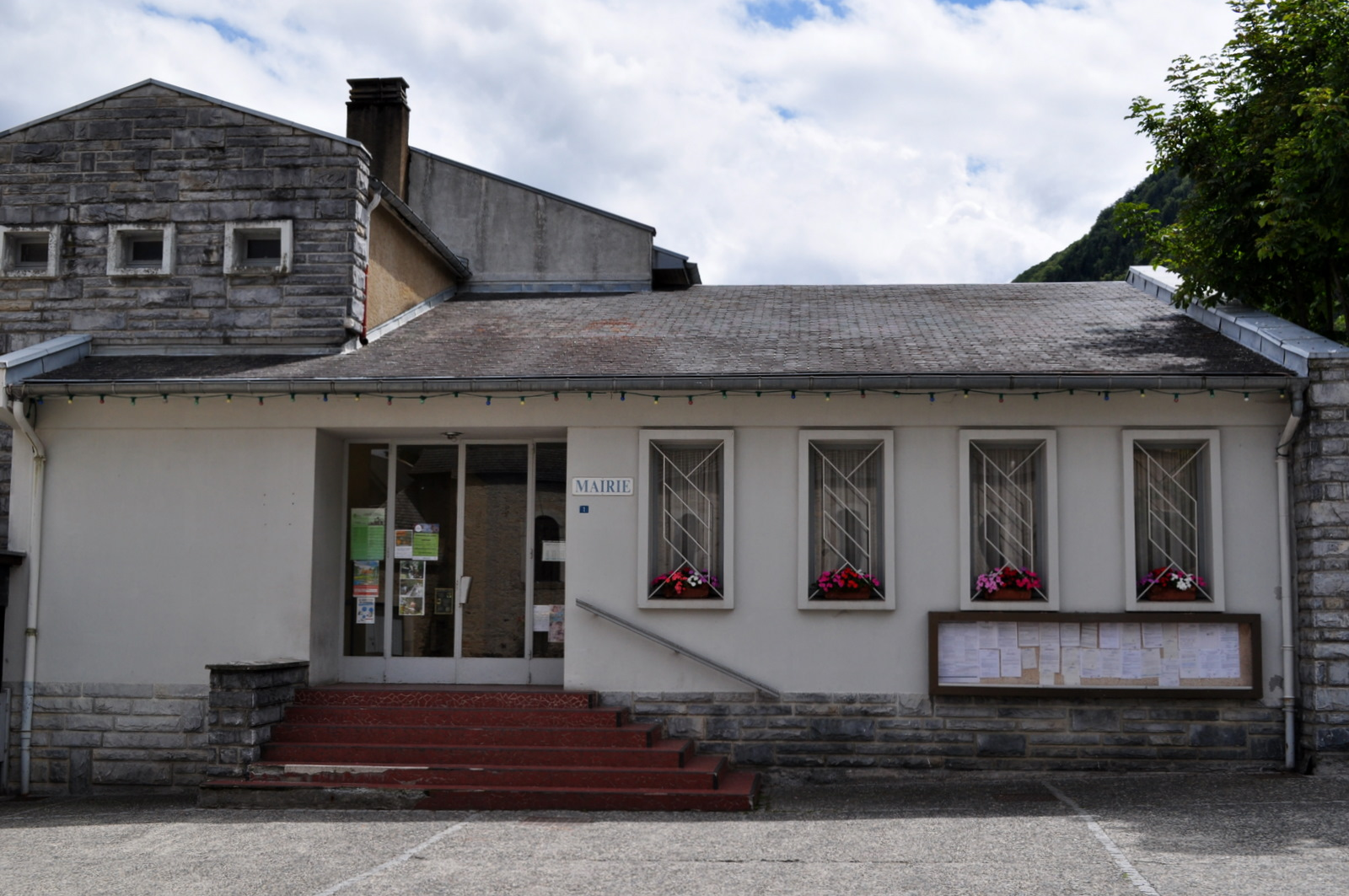
Mairie Guchen
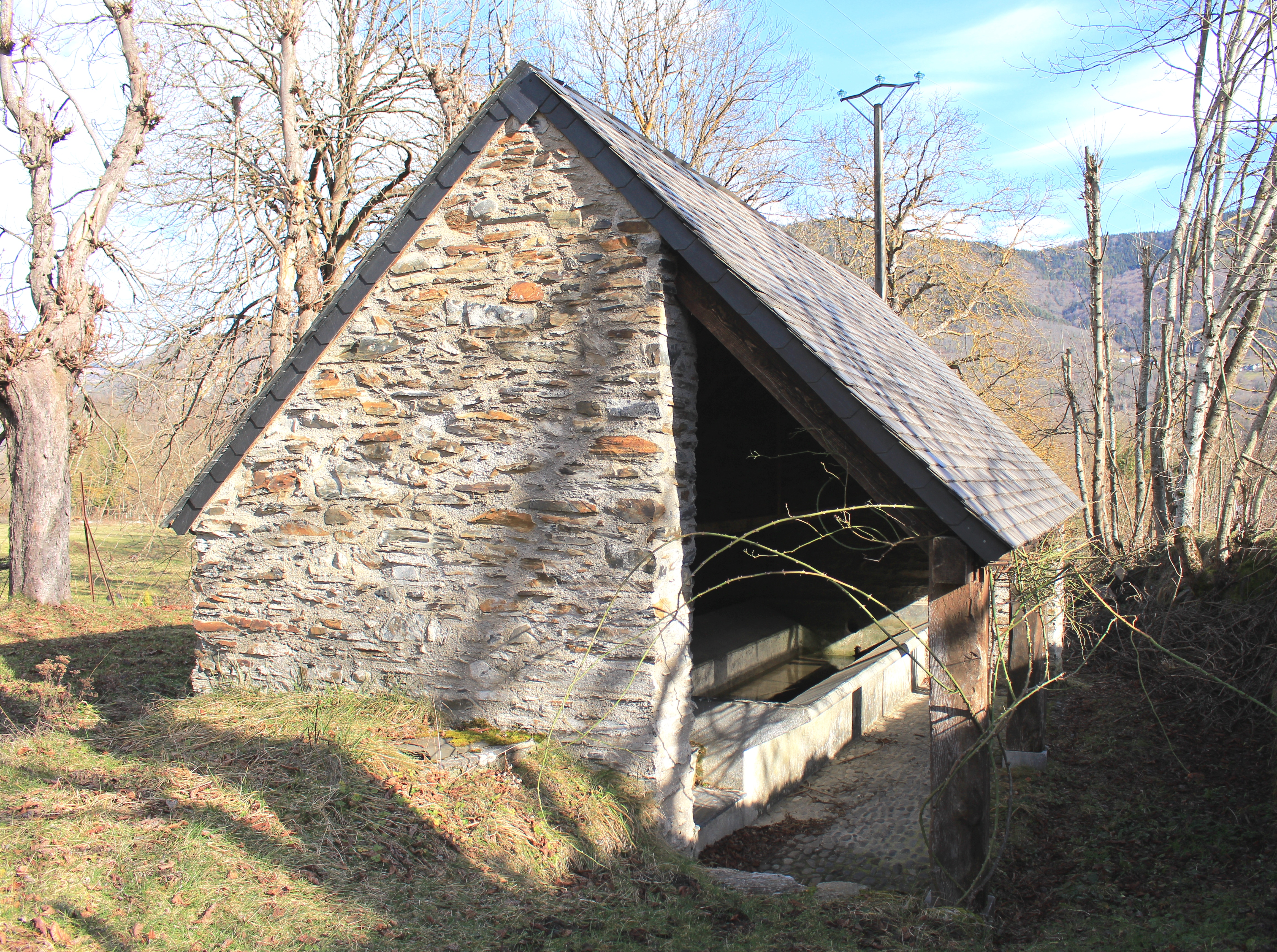
Ehemaliges Lavoir
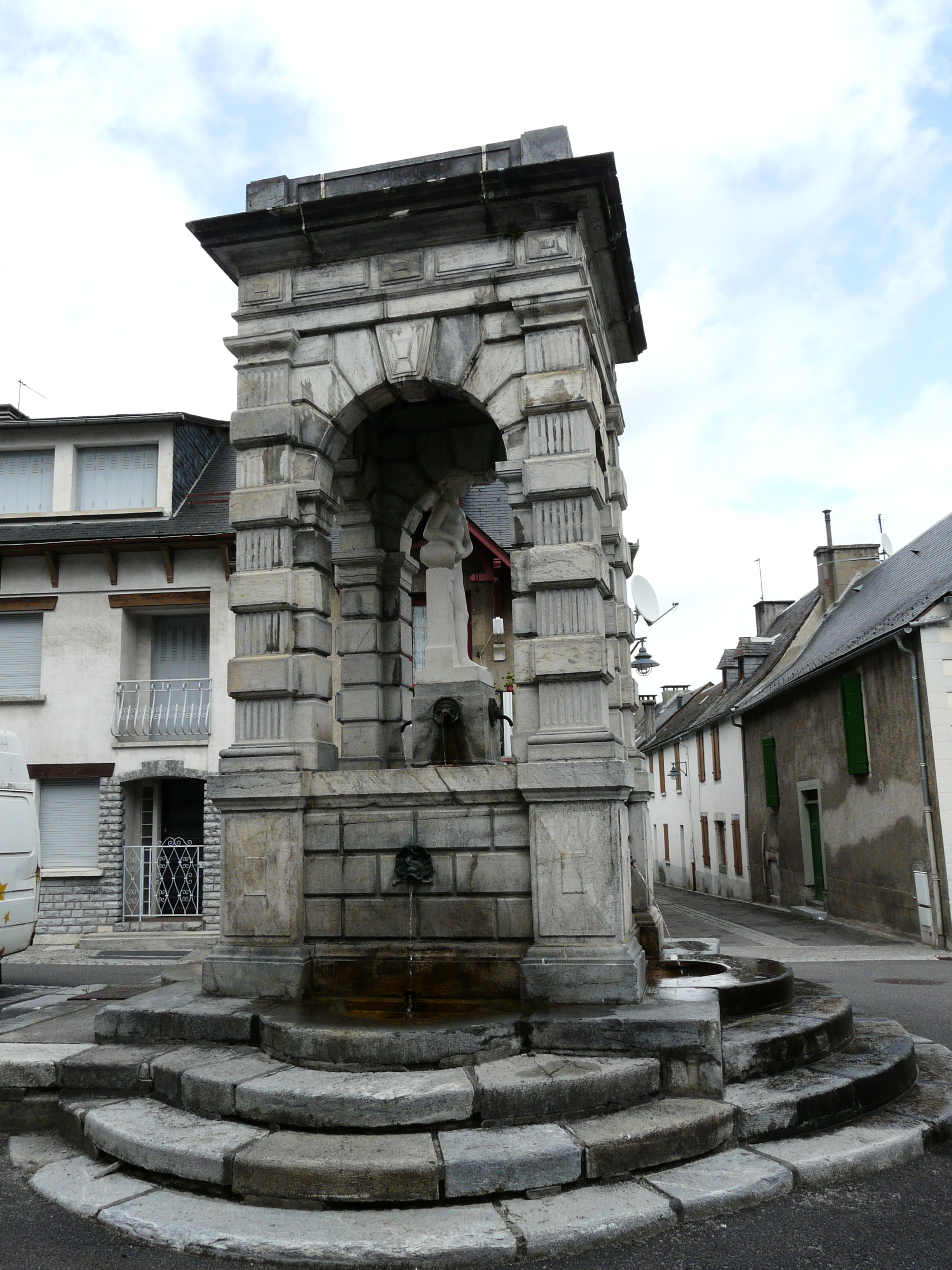
Brunnen
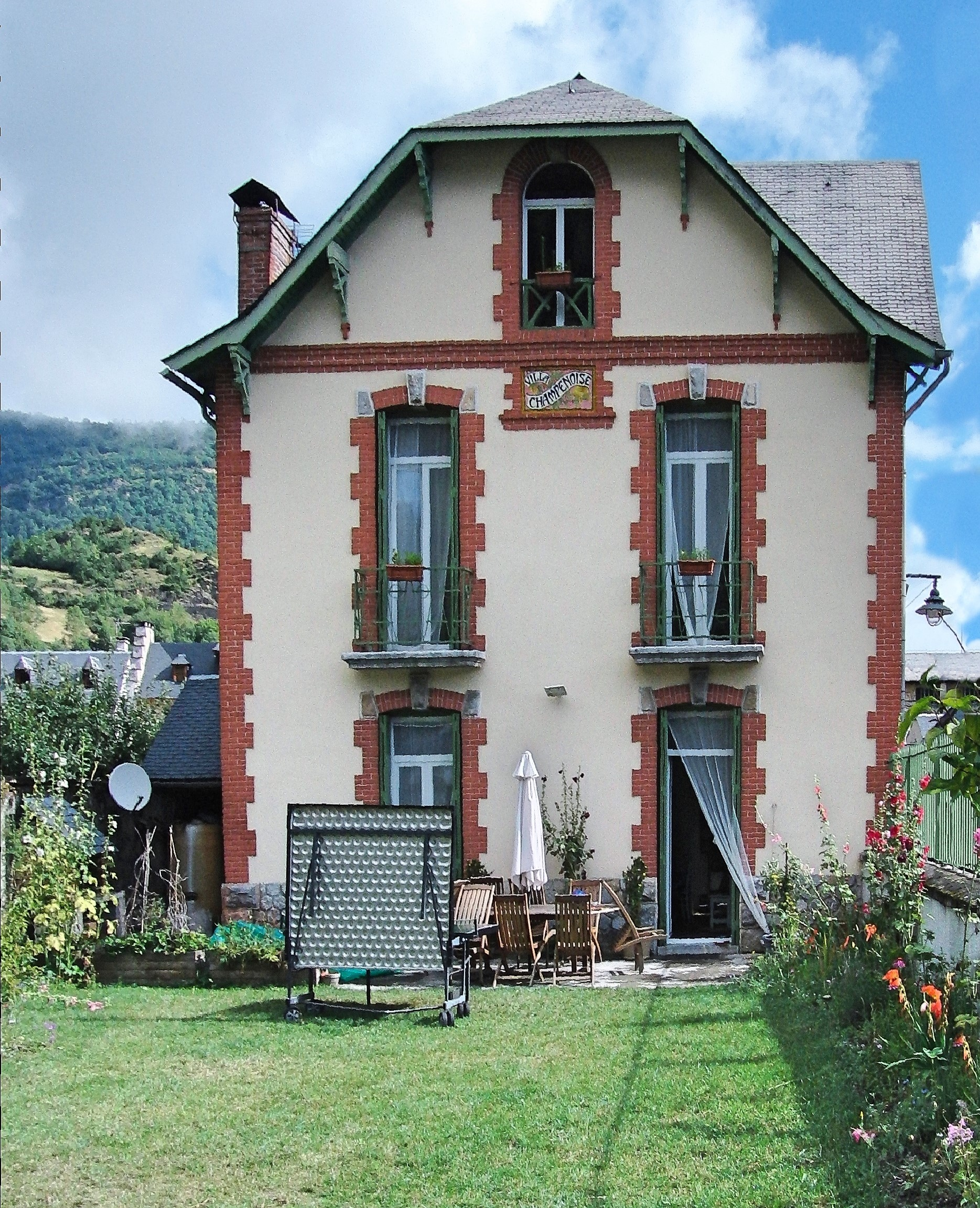
1909 erbaute Villa eines Industriellen aus Bordeaux

## Wirtschaft und Infrastruktur
In Guchen dominieren der Fremdenverkehr (Ferienhäuser und Campingplatz; Skilifte im fünf Kilometer entfernten Cadeilhan-Trachère) sowie die Land- und Forstwirtschaft. In der Gemeinde sind drei Landwirtschaftsbetriebe ansässig (Schaf- und Ziegenhaltung). Des Weiteren gibt es in Guchen sechs Einzelhandelsgeschäfte.
Die Gemeinde verfügt über eine öffentliche Vor- und Grundschule mit 33 Schülerinnen und Schülern im Schuljahr 2019/2020.
Guchen ist nur über die Fernstraße D 929 von Lannemezan ins spanische Bielsa zu erreichen.

## Belege
1. ↑  „Dictionnaire toponymique des communes des Hautes-Pyrénées, Tarbes, Conseil Général des Hautes-Pyrénées, 2000“ (Toponymisches Wörterbuch der Gemeinden der Hautes-Pyrénées) von  Michel Grosclaude und Jean-Francois Le Nail (ISBN 2-9514810-1-2)
2. ↑  Ortsname auf cassini.ehess.fr
3. ↑  Guchen auf cassini.ehess
4. ↑  Guchen auf INSEE
5. ↑  Kirche Saint-Brice-Sainte-Catherine in der Base Mérimée des Kulturministeriums. Abgerufen am 16. November 2019 (französisch).
6. ↑  Chapelle Notre-Dame-du-Bouchet. Abgerufen am 16. November 2019 (französisch).
7. ↑  Château Rolland. Abgerufen am 16. November 2019 (französisch).
8. ↑  Maison du Procureur. Abgerufen am 16. November 2019 (französisch).
9. ↑  Landwirtschaftsbetriebe auf annuaire-mairie.fr (französisch).
10. ↑  Einzelhändler auf annuaire-mairie.fr (französisch).
11. ↑  École maternelle et élémentaire. Nationales Bildungsministerium, archiviert vom Original am 17. November 2019; abgerufen am 17. November 2019 (französisch).  Info: Der Archivlink wurde automatisch eingesetzt und noch nicht geprüft. Bitte prüfe Original- und Archivlink gemäß Anleitung und entferne dann diesen Hinweis.